# Football Club Crotone 2002-2003
Questa pagina raccoglie i dati riguardanti il Football Club Crotone per la stagione sportiva 2002-2003.

## Stagione
Nella stagione 2002-2003 il Crotone disputa il girone B del campionato di Serie C1, raccoglie 50 punti con il sesto posto finale, primo degli esclusi dai Play-off. Allenato da Gaetano Auteri che inizia e termina il torneo, ma con un intermezzo dalla 22ª giornata fino alla 27ª giornata di Luigi De Rosa. Il Crotone disputa un ottimo girone di andata con 32 punti di bottino, a due punti dalla vetta detenuta dal Pescara, ma poi perde il passo, e nel girone di ritorno racimola solo 18 punti, che portano comunque ad un onorevole sesto posto, ma fuori dai Play-off. I rossoblù partecipano anche alla Coppa Italia Tim Cup inseriti nel settimo girone vinto dal Bari. Poi a seguire disputano la Coppa Italia di Serie C ma escono subito dal torneo, superati nei sedicesimi di finale nel doppio confronto, dalla Nocerina.

## Rosa
| N. |                    | Ruolo | Calciatore           |
| -- | ------------------ | ----- | -------------------- |
|    | Italia (bandiera)  | C     | Luca Amoruso         |
|    | Italia (bandiera)  | A     | Edoardo Artistico    |
|    | Italia (bandiera)  | A     | Alberto Bertolini    |
|    | Italia (bandiera)  | A     | Marcello Campolonghi |
|    | Italia (bandiera)  | D     | Ferdinando Catalucci |
|    | Italia (bandiera)  | D     | Giovanni Caterino    |
|    | Italia (bandiera)  | P     | David Dei            |
|    | Italia (bandiera)  | C     | Antonio Galardo      |
|    | Italia (bandiera)  | D     | Giuseppe Geraldi     |
|    | Italia (bandiera)  | A     | Luigi Iervasi        |
|    | Croazia (bandiera) | C     | Ivan Jurić           |
|    | Italia (bandiera)  | C     | Carmine Leone        |

| N. |                    | Ruolo | Calciatore               |
| -- | ------------------ | ----- | ------------------------ |
|    | Italia (bandiera)  | C     | Mirko Pagliarini         |
|    | Italia (bandiera)  | D     | Cristiano Pavone         |
|    | Italia (bandiera)  | D     | Marco Pecorari           |
|    | Italia (bandiera)  | D     | Luca Pellegrini          |
|    | Italia (bandiera)  | D     | Sandro Porchia           |
|    | Italia (bandiera)  | C     | Fabio Ribecco            |
|    | Italia (bandiera)  | D     | Francesco Rossi          |
|    | Italia (bandiera)  | C     | Paolo Sciaccaluga        |
|    | Italia (bandiera)  | D     | Manuel Sinato            |
|    | Camerun (bandiera) | D     | Hilarie Ndjantou Tankoua |
|    | Italia (bandiera)  | A     | Nazzareno Tarantino      |
|    | Italia (bandiera)  | C     | Aladino Valoti           |

## Risultati

### Campionato

#### Girone di andata
| Arbitro: | Romeo (Verona) |

|                       |           |                      |
| Mastronunzio 14’, 35’ | Marcatori | 80’ (rig.) Artistico |

| Arbitro: | Ioseffi (Siena) |

|                                               |           |  |
| Geraldi 1’ Artistico 59’ Porchia 90+3’ (rig.) | Marcatori |  |

| Arbitro: | Rocchi (Firenze) |

|  |           |               |
|  | Marcatori | 32’ Artistico |

| Arbitro: | Nicoletti (Macerata) |

|                                              |           |                   |
| Porchia 18’ Juric 20’ Artistico 90+3’ (rig.) | Marcatori | 53’ (rig.) Pagana |

| Arbitro: | Bernardoni (Modena) |

|                            |           |  |
| Pecorari 24’ Artistico 63’ | Marcatori |  |

| Arbitro: | M. Mazzoleni (Bergamo) |

|  |           |                         |
|  | Marcatori | 26’ Artistico 59’ Leone |

| Arbitro: | Tagliavento (Terni) |

|                                   |           |                                         |
| Artistico 7’ (rig.) Bertolini 87’ | Marcatori | 13’ Soncin 63’ Kanyengele 80’ Napolioni |

| Arbitro: | Giannoccaro (Lecce) |

|                  |           |              |
| Apa 3’ Croce 89’ | Marcatori | 6’ Artistico |

| Arbitro: | Brunialti (Trento) |

|               |           |  |
| Tarantino 75’ | Marcatori |  |

| Arbitro: | Mariuzzo (Venezia) |

|           |           |  |
| Iezzi 19’ | Marcatori |  |

| Arbitro: | Ioseffi (Siena) |

|               |           |  |
| Pestrin 90+3’ | Marcatori |  |

| Arbitro: | Marelli (Como) |

|                       |           |                |
| Porchia 57’ Leone 74’ | Marcatori | 59’ Capparella |

| Arbitro: | Zambon (Padova) |

|  |           |                                         |
|  | Marcatori | 11’ L. Amoruso 56’ Artistico 89’ Sinato |

| Arbitro: | Cenni (Imola) |

|                          |           |  |
| Porchia 34’ Caterino 74’ | Marcatori |  |

| Viterbo 8 dicembre 2002 15ª giornata | Viterbese            | 0 – 0 | Crotone | Stadio Enrico Rocchi\| Arbitro: \| Nicoletti (Macerata) \| |
| Arbitro:                             | Nicoletti (Macerata) |       |         |                                                            |

| Arbitro: | M. Mazzoleni (Bergamo) |

|               |           |  |
| Artistico 78’ | Marcatori |  |

| Arbitro: | Romeo (Verona) |

|                 |           |                           |
| Molino 35’, 59’ | Marcatori | 24’ Galardo 44’ Artistico |

#### Girone di ritorno
| Arbitro: | Liberti (Genova) |

|              |           |  |
| F. Rossi 80’ | Marcatori |  |

| Arbitro: | Marelli (Como) |

|                  |           |  |
| Prisciandaro 65’ | Marcatori |  |

| Arbitro: | Stefanini (Prato) |

|              |           |                                   |
| Artistico 8’ | Marcatori | 28’ De Simone 36’ (rig.) D. Russo |

| Arbitro: | Zambon (Padova) |

|                           |           |                 |
| Musumeci 35’ R. Manca 89’ | Marcatori | 13’ Sciaccaluga |

| Pesaro 2 febbraio 2003 22ª giornata | Vis Pesaro        | 0 – 0 | Crotone | Stadio Tonino Benelli\| Arbitro: \| Tonolini (Milano) \| |
| Arbitro:                            | Tonolini (Milano) |       |         |                                                          |

| Arbitro: | M. Mazzoleni (Bergamo) |

|               |           |            |
| Artistico 28’ | Marcatori | 58’ Udassi |

| Arbitro: | Cenni (Imola) |

|           |           |              |
| Soncin 8’ | Marcatori | 21’ Pecorari |

| Arbitro: | Carlucci (Molfetta) |

|               |           |                 |
| Artistico 37’ | Marcatori | 11’ L. Bonfanti |

| Arbitro: | Tonolini (Milano) |

|                   |           |  |
| Cappioli 45’, 71’ | Marcatori |  |

| Arbitro: | Herberg (Messina) |

|                           |           |  |
| Galardo 28’ Artistico 51’ | Marcatori |  |

| Arbitro: | Brunialti (Trento) |

|                                               |           |             |
| Artistico 15’ Sciaccaluga 41’ Campolonghi 54’ | Marcatori | 77’ Taccola |

| Sora 30 marzo 2003 29ª giornata | Sora                | 0 – 0 | Crotone | Stadio Claudio Tomei\| Arbitro: \| Giannoccaro (Lecce) \| |
| Arbitro:                        | Giannoccaro (Lecce) |       |         |                                                           |

| Arbitro: | Banti (Livorno) |

|                 |           |           |
| Tarantino 90+4’ | Marcatori | 11’ Lemme |

| Arbitro: | Giannoccaro (Lecce) |

|          |           |  |
| Pepe 88’ | Marcatori |  |

| Arbitro: | Damato (Barletta) |

|                                  |           |  |
| Campolonghi 8’ L. Pellegrini 89’ | Marcatori |  |

| Arbitro: | Cenni (Imola) |

|                       |           |  |
| Giusti 10’ Aquino 50’ | Marcatori |  |

| Arbitro: | Carlucci (Molfetta) |

|  |           |          |
|  | Marcatori | 4’ Morfù |

### Coppa Italia

#### Girone 7
| Catania 18 agosto 2002 1ª giornata | Catania            | 0 – 0 | Crotone | Stadio Angelo Massimino\| Arbitro: \| Cannella (Palermo) \| |
| Arbitro:                           | Cannella (Palermo) |       |         |                                                             |

| Crotone 25 agosto 2002 2ª giornata | Crotone         | 0 – 0 | Cosenza | Stadio Ezio Scida\| Arbitro: \| Dattilo (Locri) \| |
| Arbitro:                           | Dattilo (Locri) |       |         |                                                    |

| Arbitro: | Palmieri (Cosenza) |

|                                                     |           |                |
| L. Anaclerio 23’ Valdes 41’ Neqrouz 54’ Spinesi 70’ | Marcatori | 52’ Pagliarini |

### Coppa Italia di Serie C

#### Sedicesimi di finale
| Arbitro: | Herberg (Messina) |

|                             |           |           |
| Bertolini 66’ Tarantino 90’ | Marcatori | 30’ Campo |

| Arbitro: | Ciampi (Roma) |

|                                        |           |  |
| Pelliccia 7’ Barbera 48’ Lázzaro 90+2’ | Marcatori |  |